# Javier Hernández Aguiran
Javier Hernandez Aguiran (nascido em 13 de junho de 1979) é um nadador paralímpico espanhol.
Participou dos Jogos Paralímpicos de Verão de 2012, realizados em Londres, onde representou a Espanha.